# Frederick Charles Green
Frederick Charles Green  (* 1891 in Aberdeen; † 1964) war ein britischer Romanist, Anglist und Literaturwissenschaftler.

## Leben und Werk
Green war Schüler in Dundee. Er studierte an der University of St Andrews, in Paris und Köln. Er promovierte 1920 anglistisch in Köln mit der Arbeit Robert Fergussons Anteil an der Literatur Schottlands (Heidelberg 1923). 1923 promovierte er romanistisch in Paris mit der Arbeit La Peinture des moeurs de la bonne société dans le roman français de 1715 à 1761 (Paris 1924). Von 1921 bis 1934 lehrte Green in Nordamerika nacheinander an der University of Manitoba in Winnipeg,  an der University of Rochester, New York, sowie an der University of Toronto. Von 1935 bis zu seiner Emeritierung 1951 war er an der University of Cambridge (als Nachfolger von Oliver Herbert Phelps Prior) Drapers Professor of French (Nachfolger: Lewis Charles Harmer). Green war Vorsitzender der Association internationale des études françaises (AIEF).

Frederick Charles Green war der Vater des Mathematikers James Alexander Green.

## Weitere Werke
- French novelists manners and ideas, from the Renaissance to the Revolution, London 1928, New York 1964
- Eighteenth-century France. Six essays, London 1929
- French novelists from the Revolution to Proust, London 1931, New York 1964
- Minuet. A critical survey of French and English literary ideas in the eighteenth century, London 1935; New York 1966 (u. d. T. Literary ideas in 18th century France and England. A critical survey)
- (Hrsg.) Diderot’s Writings on the Theatre, Cambridge 1936
- Stendhal, Cambridge 1939
- (Hrsg.) Maupassant, Choix de contes, Cambridge 1945
- The Mind of Proust. A detailed interpretation of "A la recherche du temps perdu", Cambridge 1949
- Rousseau and the idea of progress, Oxford 1950 (Zaharoff Lecture)
- (Hrsg.) Anthologie des conteurs du dix-neuvième siècle. Selected with notes and short biographies, Cambridge 1951
- Jean-Jacques Rousseau, a critical study of his life and writings, Cambridge 1955
- The Ancien Regime. A manual of French institutions and social classes, Edinburgh 1958
- A Comparative View of French and British Civilization 1850-1870, London 1965